# آرثر أ. كوهن
آرثر أ. كوهن (بالإنجليزية: Arthur A. Cohen)‏ (1928، نيويورك في الولايات المتحدة - 1986)؛ مؤرخ وروائي أمريكي.